# Applicazioni della nanotecnologia
Con la nanotecnologia, una grande serie di materiali e prodotti perfezionati fanno assegnamento al mutamento delle proprietà fisiche quando le loro dimensioni sono ridotte. Le nanoparticelle per esempio traggono vantaggio dal loro drastico aumento dell'area di superficie in rapporto al volume. Le loro proprietà ottiche, per es. la fluorescenza, diventano una funzione del diametro della particella. Portate in un materiale grossolano, le nanoparticelle possono influenzare fortemente le proprietà meccaniche del materiale, come la rigidità o l'elasticità. Per esempio, i polimeri tradizionali possono essere rinforzati con nanoparticelle facendo sì che i nuovi materiali possano essere utilizzati come ricambi leggeri (in peso) per metalli.  Tali materiali nanotecnologicamente potenziati consentono una riduzione di peso accompagnata da un aumento della stabilità e una funzionalità migliorata. Trattandosi di materiali nuovi, possono presentare alcune criticità a livelli di impatto ambientale e tossicologico non ancora adeguatamente testati. 
Tra le molte applicazioni della nanotecnologia ne mostreremo alcune.

## Medicina
I gruppi di ricerca medica e biologica hanno sfruttato le proprietà uniche dei nanomateriali per varie applicazioni (per es., agenti di contrasti per imaging cellulare e terapeutica per il trattamento del cancro). Termini come nanotecnologia biomedica, nanobiotecnologia, e nanomedicina sono usati per descrivere questo campo ibrido.
Possono essere aggiunte delle funzionalità ai nanomateriali per interfacciarli con molecole o strutture biologiche. La dimensione dei nanomateriali è simile a quella della maggior parte delle molecole e strutture biologiche; dunque, i nanomateriali possono essere utili nel campo della ricerca e delle applicazioni biomedicali, sia in vivo che in vitro.
In questo modo, l'integrazione di nanomateriali con la biologia ha portato allo sviluppo di apparecchiature diagnostiche, agenti di contrasto, strumenti analitici, applicazioni per terapia fisica e veicoli di somministrazione farmacologica.

### Diagnostica
La nanotecnologia su un chip (nanotechnology-on-a-chip) è una dimensione in più della tecnologia lab-on-a-chip. Le particelle magnetiche, limite per un adeguato anticorpo, vengono utilizzate per classificare molecole specifiche, strutture o microrganismi. Le nanoparticelle d'oro legate a piccoli segmenti di DNA possono essere usate per il rilevamento della sequenza genetica in un campione. Le campionature di codificazione ottica multicolori sono state realizzate tramite l'immersione di punti quantici di differenti dimensioni in microgranuli (microbeads) di polimeri. La tecnologia dei nanopori per l'analisi degli acidi nucleici converte filamenti di nucleotidi direttamente in firme (signatures) elettroniche.

### Somministrazione farmacologica
La nanotecnologia ha rappresentato un boom nel campo della medicina consentendo di somministrare farmaci a cellule specifiche usando nanoparticelle.
Il consumo massiccio di farmaco e i suoi effetti collaterali possono essere ridotti significativamente depositando l'agente attivo soltanto nella regione malata senza la necessità di una dose più elevata. Questo approccio altamente selettivo riduce i costi e la sofferenza umana. Un esempio può essere trovato nei dendrimeri e materiali nanoporosi. Un altro esempio è l'utilizzo di copolimeri a blocchi, i quali formano micelle per l'incapsulamento del farmaco,, che trasportano piccole molecole di farmaco nella posizione desiderata. Un'altra intuizione si basa su piccoli sistemi elettromeccanici, NEMS (nanoelectromechanical systems), che permetterebbero il rilascio attivo di farmaci. Alcune applicazioni potenzialmente importanti comprendono il trattamento del cancro con nanoparticelle di gusci di ferro o oro.
Una medicina personalizzata o mirata riduce il consumo di farmaco e le spese del trattamento, risultato di certo benefico per l'intera società che ridurrebbe così i costi della spesa per la salute pubblica.
La nanotecnologia viene a favorire anche nuove opportunità nei sistemi di somministrazione impiantabili (implantable delivery systems), spesso preferibili all'uso di farmaci iniettabili, perché questi mostrano frequentemente una cinetica di prim'ordine (la concentrazione di sangue sale rapidamente, ma si abbassa esponenzialmente con il tempo). Questo rapido innalzamento può causare difficoltà con la tossicità e l'efficacia del farmaco può diminuire come la sua concentrazione precipita al di sotto del livello a cui si era mirato.

### Ingegneria tissutale
La nanotecnologia può aiutare a riprodurre o riparare tessuti danneggiati. L'“Ingegneria tissutale” fa uso della proliferazione cellulare stimolata artificialmente usando appropriati ponteggi (scaffolds) basati su nanomateriale e fattori di crescita. L'Ingegneria tissutale potrebbe rimpiazzare i trattamenti convenzionali di oggi, come trapianti di organi o impianti artificiali. Forme avanzate di ingegneria tissutale possono condurre a un prolungamento della vita.
Per pazienti con insufficienza dell'organo allo stadio finale, non vi possono essere cellule abbastanza salutari per l'espansione e il trapianto nell'ECM (ExtraCellular Matrix). In questo caso, necessitano cellule staminali pluripotenti.  Una fonte potenziale per queste cellule sono l'iPS (induced Pluripontent Stem cells), cellule staminali pluripotenti indotte, ovvero cellule ordinarie provenienti dal corpo degli stessi pazienti che sono riprogrammate dentro uno stato pluripotente, avendo il vantaggio di evitare il rigetto (e le complicazioni che potenzialmente minacciano la vita associate a trattamenti immunosoppressivi). Un'altra fonte potenziale di cellule proviene dagli embrioni, ma questo ha due svantaggi:
1) Si richiede che si risolva il problema della clonazione, tecnicamente molto difficile (specialmente per prevenire anormalità).

2) Si richiede la raccolta di embrioni. Dato che ognuno di noi fu una volta un embrione, questa fonte - dichiara qualcuno - resta eticamente problematica.

## Chimica e ambiente
La catalisi chimica e le tecniche di filtrazione sono due esempi notevoli dove la nanotecnologia gioca sempre un ruolo. La sintesi fornisce nuovi materiali con caratteristiche e proprietà chimiche adeguate: per esempio, le nanoparticelle con un tipico ambiente (leganti), o specifiche proprietà ottiche. In questo senso, la chimica è invero una nanoscienza fondamentale. 
In un certo senso, tutte le sintesi chimiche possono essere comprese in termini di nanotecnologia, a causa della sua capacità di fabbricare alcune molecole. Perciò, la chimica forma una base per la nanotecnologia che fornisce molecole fatte su misura, polimeri, eccetera, come pure cluster e nanoparticelle.

### Catalisi
La catalisi chimica trae vantaggio specialmente dalle nanoparticelle, a causa della superficie estremamente grande in rapporto al volume. L'applicazione potenziale di nanoparticelle in catalisi va dalla pila a combustibile ai convertitori catalitici e ai dispositivi fotocatalitici. La catalisi è importante anche per la produzione di sostanze chimiche.
Si sta pensando adesso di utilizzare le nanoparticelle di platino nella prossima generazione di convertitori catalitici in campo automobilistico perché l'area di superficie più alta di nanoparticelle potrebbe ridurre la quantità di platino richiesto. Tuttavia, alcune preoccupazioni sono state sollevate a causa di esperimenti che dimostrano che brucerebbero spontaneamente se il metano venisse a mischiarsi con l'aria dell'ambiente. Una ricerca in corso al Centre National de la Recherche Scientifique (CNRS) in Francia potrebbe dimostrare il loro vero vantaggio nelle applicazioni catalitiche.

### Filtrazione
La nanofiltrazione può diventare un'applicazione importante, sebbene la ricerca futura debba stare attenta a vagliare la possibile tossicità.
Ci si aspetta una forte influenza della nanochimica sul trattamento di acque sporche, purificazione dell'aria, e dispositivi di immagazzinamento di energia. Metodi chimici o meccanici possono essere utilizzati per tecniche di filtrazione efficace. Una classe di tecniche di filtrazione è basata sull'utilizzo di membrane con fori di dimensione adatta, per cui il liquido viene compresso attraverso la membrana. Le membrane nanoporose sono adatte per una filtrazione meccanica con pori estremamente più piccoli di 10 nm (“nanofiltrazione”) e possono essere composte di nanotubi. La nanofiltrazione è utilizzata principalmente per la rimozione di ioni o la separazione di fluidi differenti. Su una larga scala, la tecnica di filtrazione a membrana viene chiamata ultrafiltrazione, che lavora tra 10 e 100 nm. Un importante campo di applicazione per l'ultrafiltrazione è quello della medicina, come per esempio nella dialisi renale.
Le nanoparticelle magnetiche offrono un metodo efficace e affidabile per rimuovere gli inquinanti di metalli pesanti dalle acque sporche facendo uso di tecniche di separazione magnetica. Usando particelle in nanoscala aumenta l'efficienza di assorbimento degli inquinanti ed è relativamente poco costoso in confronto ai metodi filtrazione e precipitazione tradizionali.
Alcune apparecchiature per il trattamento delle acque che includono la nanotecnologia sono già sul mercato, oltre che in fase di sviluppo. In un recente studio, i metodi a membrane di separazione nanostrutturate a basso costo si sono dimostrate efficaci nella produzione di acqua potabile.

## Energia
I progetti più avanzati della nanotecnologia relativi all'energia sono: immagazzinamento, conversione, miglioramenti della produzione riducendo materiali e i prezzi del processo, risparmiare energia (tramite un migliore isolamento termico per esempio), e accrescere le fonti di energia rinnovabile.

### Riduzione del consumo di energia
Una riduzione del consumo di energia può essere ottenuta tramite migliori sistemi di isolamento, con l'utilizzo di un impianto di illuminazione più efficiente o sistemi di combustione, e dall'uso di materiali più leggeri e più forti nel settore del trasporto. Attualmente le lampadine usate convertono approssimativamente solo il 5% dell'energia elettrica in luce. Gli approcci nanotecnologici come i diodi ad emissione luminosa (LED) o gli atomi quantici imprigionati (QCA,Quantum Caged Atoms) condurrebbero a una forte riduzione di consumo di energia per illuminazione.

### Incrementare l'efficienza della produzione di energia
Le migliori celle solari oggi hanno strati di svariati e diversi semiconduttori accatastati insieme per assorbire luce a energie differenti, ma arrivano a gestire soltanto il 40% dell'energia solare. Commercialmente le celle solari disponibili hanno efficienza molto più bassa (15-20%). La nanotecnologia potrebbe aiutare ad aumentare l'efficienza della conversione di luce utilizzando nanostrutture con un continuum di bande proibite.
Il grado di efficienza del motore a combustione interna è di circa il 30-40% attualmente. La nanotecnologia potrebbe migliorare la combustione progettando specifici catalizzatori con un'area di superficie massimizzata. Nel 2005, gli scienziati all'Università di Toronto svilupparono uno spray di una sostanza a base di nanoparticelle che, quando applicata su una superficie, la trasforma istantaneamente in un collettore solare.

### L'uso di sistemi di energia più ecocompatibili
Un esempio di una forma di energia favorevole all'ambiente è l'uso della pila a combustibile funzionante a idrogeno, idealmente prodotta tramite energie rinnovabili. Probabilmente il materiale nanostrutturato più importante nelle pile a combustibile costituito da carbonio è l'insieme di particelle di metallo nobile con diametro di 1-5 nm. I materiali adatti per l'immagazzinamento dell'idrogeno contengono un gran numero di piccoli pori di dimensione nanometriche. Tuttavia si stanno indagando molti materiali nanostrutturati come nanotubi, zeoliti o alanati.
La nanotecnologia può contribuire all'ulteriore riduzione di inquinanti prodotti dai motori a scoppio per mezzo di filtri nanoporosi, che possono pulire meccanicamente lo scappamento, con convertitori catalitici basati su particelle nanometriche di metallo nobile o con rivestimenti catalitici sulle pareti del cilindro e nanoparticelle catalitiche come additivi per i carburanti.

### Riciclaggio di batterie
A causa della densità di energia relativamente bassa delle batterie il tempo di funzionamento è limitato e si rende così necessario la sostituzione o la ricarica. L'alto numero di batterie e accumulatori esauriti rappresentano un problema per lo smaltimento. L'uso delle batterie con più alto contenuto di energia o l'uso delle batterie ricaricabili o supercapacitori con un tasso più alto di ricarica che usano nanomateriali potrebbe essere d'aiuto alla risoluzione del problema dello smaltimento della batterie.

## Informazione e comunicazione
I processi di produzione di alta tecnologia attuali sono basati su strategie tradizionali top-down, dove la nanotecnologia è sempre stata introdotta in modo silenzioso. La scala di grandezza critica dei circuiti integrati è sempre la nanoscala (da 50 nm in giù) per quanto riguarda la dimensione limite dei transistor nelle CPU o nei dispositivi DRAM.

### Memoria elettronica
I progetti di memoria elettronica in passato dipendevano ampiamente dalla formazione dei transistor. Tuttavia, la ricerca nel campo dell'elettronica basata sul crossbar switch ha offerto un'alternativa usando interconnessioni riconfigurabili con disposizioni dei fasci di conduttori (wiring arrays) verticali e orizzontali per creare memorie ultra ad alta densità. Due leader in questo campo sono Nantero che ha sviluppato un nanotubo di carbonio basato sulla memoria crossbar chiamata Nano-RAM e Hewlett-Packard che ha proposto l'uso di materiale memristor come futura sostituzione della memoria Flash.

### Nuovi dispositivi semiconduttori
Un esempio di tali nuovi dispositivi è basato sulla spintronica. La dipendenza della resistenza di un materiale (dovuta allo spin degli elettroni) su un campo esterno viene chiamata magnetoresistenza. Questo effetto può essere significativamente amplificato (GMR, Giant Magneto-Resistance - Magnetoresistenza gigante) per oggetti nanometrici, per esempio quando due strati ferromagnetici sono separati da uno strato non-magnetico, di spessore di diversi nanometri (per es. Co-Cu-Co). L'effetto della GMR ha portato un forte incremento nella densità di immagazzinamento dati di hard disk e reso possibile il campo del gigabyte. La cosiddetta "magnetoresistenza a effetto tunnel" (TMR, Tunneling MagnetoResistance) è molto simile alla GMR ed è basata sull'effetto tunnel dipendente dallo spin di elettroni attraverso strati ferromagnetici adiacenti. Sia gli effetti della GMR che quelli della TMR possono essere usati per creare una memoria principale non-volatile per computer, come la cosiddetta Magnetic Random Access Memory o MRAM.
Nel 1999, l'ultimo transistor CMOS sviluppato al Laboratorio per l'Elettronica e l'Informazione Tecnologica di Grenoble, Francia, misurò i limiti dei principi del transistor MOSFET con un diametro di 18 nm (approssimativamente 70 atomi posti uno a fianco all'altro). Questo fu quasi un decimo della dimensione del più piccolo transistor industriale del 2003 (130 nm nel 2003, 90 nm nel 2004, 65 nm nel 2005 e 45 nm nel 2007). Esso ha permesso l'integrazione teorica di sette miliardi di connessioni su una moneta da un 1€. Tuttavia, il transistor CMOS, creato nel 1999, non fu un semplice esperimento di ricerca per studiare come funziona la tecnologia CMOS, ma piuttosto una dimostrazione di come questa tecnologia funziona adesso che noi stessi stiamo arrivando a lavorare sempre più vicini a una scala molecolare. Oggi sarebbe impossibile conoscere a fondo l'assemblaggio coordinato di una grande numero di questi transistor su un circuito e sarebbe anche impossibile creare questo a livello industriale.

### Nuovi dispositivi optoelettronici
Nella moderna tecnologia della comunicazione i tradizionali dispositivi elettrici analogici sono sempre più rimpiazzati da quelli ottici o optoelettronici respettivamente per la loro enorme larghezza di banda e per la capacità. Due esempi promettenti sono i cristalli fotonici e punti quantici.
I cristalli fotonici sono materiali con una variazione periodica nell'indice di rifrazione con una costante di reticolo che è metà della lunghezza d'onda della luce utilizzata. Essi offrono un intervallo di banda selezionabile per la propagazione di una certa lunghezza d'onda, perciò assomigliano a un semiconduttore, ma per la luce o fotoni invece che per gli elettroni.
I punti quantici sono oggetti in nanoscala, che possono essere utilizzati, tra molte altre cose, per la costruzione di laser. Il vantaggio di un laser a punto quantico rispetto al laser semiconduttore tradizionale è che la loro lunghezza d'onda emessa dipende dal diametro del punto. I laser a punto quantico sono più convenienti e offrono una qualità di raggio più alta rispetto ai diodi laser convenzionali.

### Schermi
La produzione di schermi a basso consumo di energia potrebbe essere realizzata usando nanotubi di carbonio (CNT, Carbon NanoTube). I nanotubi di carbonio sono elettricamente conduttivi e, a causa del loro piccolo diametro di diversi nanometri, possono essere utilizzati come trasmettitori di campo con efficienza estremamente alta per Field Emission Display (FED). Il principio di operazione somiglia a quello del tubo a raggi catodici, ma su una scala di grandezza più piccola.

### Computer quantici
I nuovi approcci per il calcolo dei nuovi computer quantici sfruttano in modo completo le leggi della meccanica quantistica, capaci di permettere l'utilizzo di veloci algoritmi quantici.
Il computer quantistico ha uno spazio di memoria a bit quantistici definito "Qubit" per svolgere molti calcoli contemporaneamente. Questa capacità può migliorare la prestazione di vecchi sistemi.

## Industria pesante
Un uso inevitabile della nanotecnologia sarà nell'industria pesante.

### Industria aerospaziale
I materiali più leggeri e più forti saranno utilizzati in modo smisurato nella fabbricazione di aeromobili, portando a un aumento delle loro prestazioni. Anche i veicoli spaziali ne beneficeranno, dove il peso è il fattore più importante. La nanotecnologia aiuterebbe a ridurre la dimensione dell'equipaggiamento e diminuendo perciò il consumo di combustibile richiesto da aerotrasportare.
I deltaplani possono essere capaci di dimezzare il loro peso aumentando invece la loro forza e robustezza attraverso l'uso di materiali nanotecnologici. La nanotecnologia sta abbassando la massa dei supercapacitori che saranno sempre più utilizzati per dare potenza ai motori elettrici ausiliari nel lancio di deltaplani dalla pianura verso altitudini in cerca di correnti ascensionali.

### Strutture edilizie
La nanotecnologia ha il potenziale di produrre costruzioni più velocemente, più economiche, più sicure, e più variate.  L'automazione della costruzione nanotecnologica permetterebbe molto più velocemente e a un costo molto più basso la creazione di strutture che vanno dalle progredite abitazioni fino agli imponenti grattacieli ma anche le strutture prefabbricate in legno.

### Raffinerie
Usando applicazioni nanotecnologiche, le raffinerie che producono materiali come acciaio e alluminio saranno capaci di rimuoverne ogni impurità.

### Fabbricazione di veicoli
Molto simile all'industria aerospaziale, i materiali più leggeri e più resistenti verranno utilizzati per creare veicoli più veloci e sicuri. Anche i motori a combustione beneficeranno di parti più resistenti sia alla forza meccanica che al calore.

## Beni di consumo
La nanotecnologia sta già intaccando il campo dei beni di consumo, fornendo prodotti con nuove funzioni che vanno dal "facile da pulire" (easy-to-clean) all'antigraffio (scratch-resistant). I tessuti attuali sono resistenti alle pieghe (wrinkle-resistant) e antimacchia (stain-repellent); a medio termine gli abiti diventeranno “brillanti”, attraverso l'“elettronica da indossare”. Sono già in uso diversi prodotti migliorati da nanoparticelle. Specialmente nel campo della cosmetica, tali nuovi prodotti hanno un potenziale promettente.

### Settore alimentare
Attraverso mezzi efficienti e sostenibili può essere risolta per mezzo della nanotecnologia una serie complessa di sfide ingegneristiche e scientifiche nell'ambito dell'industria del cibo e dei processi biologici per produrre cibo sicuro e di alta qualità. L'identificazione dei batteri e il monitoraggio della qualità del cibo usando biosensori; efficienti sistemi di confezionamento del cibo, intelligenti e attivi; il nanoincapsulamento di composti alimentari bioattivi sono alcuni esempi delle applicazioni emergenti della nanotecnologia per l'industria del cibo. La nanotecnologia può essere applicata nella produzione, lavorazione, sicurezza e confezionamento degli alimenti. Un processo di rivestimento nanocomposito potrebbe migliorare il confezionamento del cibo immettendo agenti antimicrobici direttamente sulla superficie della pellicola di rivestimento.
I nanocompositi potrebbe far aumentare o diminuire la permeabilità del gas di differenti riempitivi secondo come necessitano i vari prodotti. Essi possono anche migliorare le proprietà di resistenza meccanica e di resistenza al calore e il tasso più basso di trasmissione di ossigeno. La ricerca si sta interessando ad applicare la nanotecnologia al rilevamento di sostanze chimiche e biologiche negli alimenti.

#### Nano-cibi
Le nanotecnologie emergenti dei nuovi prodotti di consumo  (PEN, Products Emerging Nanotechnologies), basati su un inventario che comprende 609 nano-prodotti noti o dichiarati.
Nell'elenco PEN ci sono tre cibi—un marchio di olio di colza da cucina chiamato "olio attivo di colza" (Canola Active Oil), un tè noto come Nanotea, un trattamento (shake) dietetico al cioccolato chiamato Nanoceuticals Slim Shake Chocolate.
Secondo le informazioni fornite dall'azienda postate sul sito web PEN, l'olio di colza, prodotto dalle industrie Shemen di Israele, contiene un additivo chiamato "nanodrops" progettato per portare vitamine, minerali e fitochimici attraverso il sistema digestivo e urea.
Lo shake, secondo l'azienda statunitense RBC Life Sciences Inc., usa cacao infuso di "NanoCluster" per intensificare il gusto e apportare alla salute i benefici del cacao senza il bisogno di aggiungervi zucchero.

### Ambiente domestico
L'applicazione più notevole della nanotecnologia in ambiente domestico è l'auto-pulitura o il “facile da pulire” per superfici ceramiche o vetrose. Le particelle nanoceramiche hanno migliorato la levigatezza e la resistenza al calore dell'equipaggiamento casalingo come il ferro per capelli.

### Ottica
Sono sul mercato i primi occhiali da sole che utilizzano rivestimenti polimerici ultrasottili protettivi e anti-riflesso. Per l'ottica, la nanotecnologia offre anche rivestimenti di superfici resistenti alla graffiatura basati su nanocompositi. La nano-ottica potrebbe permettere un aumento della precisione nella riparazione della pupilla e altri tipi di chirurgia laser praticati in oculistica.

### Industria tessile
L'uso di monofibre vengono utilizzate come repellenti per l'acqua e per le macchie o per indumenti che non formano pieghe. I tessuti con una rifinitura nanotecnologica possono essere lavati meno frequentemente e a temperatura più bassa. La nanotecnologia è stata utilizzata per integrare membrane sottili di particelle di carbonio garantendo la protezione completa della superficie da cariche elettrostatiche a chi le indossa. Molte altre applicazioni sono state sviluppate da istituti di ricerca come il  Laboratorio Nanotecnologico Tessile (Textiles Nanotechnology Laboratory) all'Università di Cornell

### Cosmetica
Un campo di applicazione è nelle creme solari. L'approccio della protezione chimica tradizionale ai raggi UV risente della sua scarsa stabilità a lungo termine. Una crema solare basata su nanoparticelle minerali come diossido di titanio offre numerosi vantaggi. Le particelle di diossido di titanio hanno una proprietà di protezione UV comparabile al materiale grossolano, ma in più eliminano l'imbiancamento cosmeticamente indesirabile quanto più la dimensione della particella decresce.

### Agricoltura
Le applicazioni della nanotecnologia hanno il potenziale di mutare l'intero settore agricolo e la catena dell'industria alimentare dalla produzione alla conservazione, lavorazione, confezionamento, trasporto, e anche trattamento del rifiuto. I concetti di applicazioni della NanoScienza e della Nanotecnologia hanno il potenziale di ridisegnare il ciclo della produzione, ristrutturando i processi di lavorazione e conservazione e ridefinendo le abitudini alimentari della gente.
Le sfide maggiori relative all'agricoltura come la bassa produttività in aree coltivabili, grandi aree incoltivabili, restringimento delle terre coltivabili, spreco di fattori di produzione quali acqua, fertilizzanti, pesticidi, spreco di prodotti e naturalmente sicurezza alimentare in numero crescente possono essere indirizzati attraverso varie applicazioni della nanotecnologia. Per maggiori informazioni vedi Produzione e Conservazione Alimentare attraverso la Nano Tecnologia (in inglese).